# Esquerdes
Esquerdes (Nederlands: Zwerde) is een gemeente in het Franse departement Pas-de-Calais (regio Hauts-de-France). De plaats maakt deel uit van het arrondissement Sint-Omaars. Esquerdes telde op 1 januari 2022 1.607 inwoners.

## Geografie
De oppervlakte van Esquerdes bedroeg op 1 januari 2022 9,4 vierkante kilometer; de bevolkingsdichtheid was toen 171 inwoners per km².

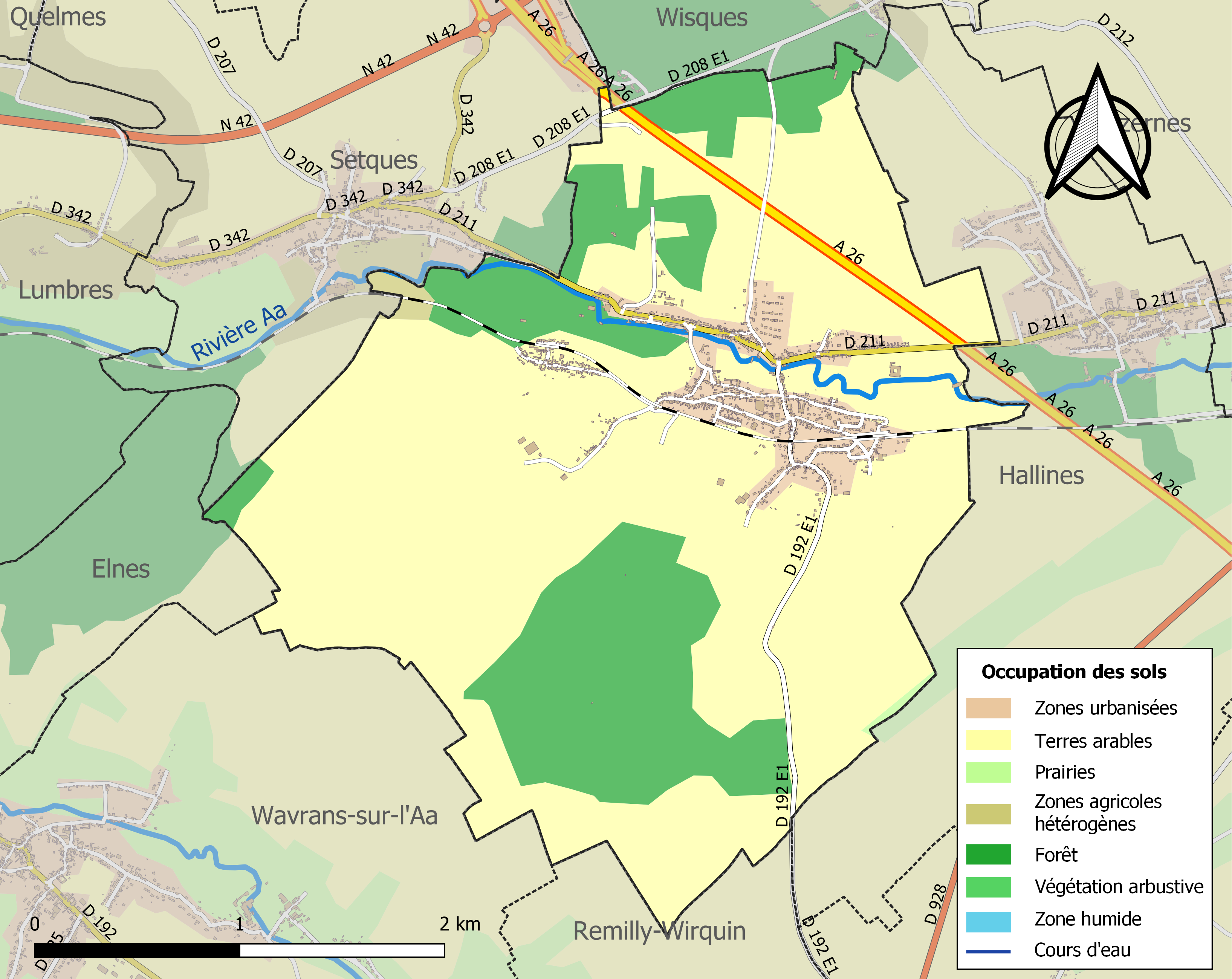
Kaart van de gemeente met belangrijkste infrastructuur, bodemgebruik en omliggende gemeenten

## Demografie
Onderstaande figuur toont het verloop van het inwonertal (bron: INSEE-tellingen).